# 빅토르 푸아
빅토르 푸아 (Víctor Púa)는 1956년 5월 31일 출생으로, 우루과이의 감독으로, 2002년 월드컵에서 우루과이 대표팀을 맡았다. 2002년 월드컵에서 조별리그 3위로 마감하여 사임했다.